# Communauté de communes du Kreiz-Breizh
Die Communauté de communes du Kreiz-Breizh (CCKB) ist ein französischer Gemeindeverband mit der Rechtsform einer Communauté de communes im Département Côtes-d’Armor, dessen Verwaltungssitz sich im Ort Rostrenen befindet. Sein Einzugsgebiet liegt im Südwesten des Départements. Der am 30. Dezember 1993 gegründete Gemeindeverband besteht aktuell aus 23 Gemeinden.

## Geschichte
Die Communauté de communes wurde in kleinerem Umfang am 30. Dezember 1993 gegründet und zählte damals vierzehn Mitgliedsgemeinden. Im Verlaufe der nächsten zwanzig Jahren kamen nochmals vierzehn Gemeinden hinzu. Per 1. Januar 2015 wechselten die Gemeinden Plévin, Tréogan und Treffrin in den Gemeindeverband Poher Communauté, sodass der damalige Stand 25 Mitgliedsgemeinden umfasste.
Per 1. Januar 2017 bildeten die Gemeinden Laniscat, Perret und Saint-Gelven eine Commune nouvelle unter dem Namen Bon Repos sur Blavet. Dadurch verringerte sich die Anzahl der Mitgliedsgemeinden auf 23.

## Aufgaben des Gemeindeverbands
Da die Mehrzahl der Gemeinden sehr klein sind und Bürgermeister (Maires) im Nebenamt haben, ist die Communauté für verschiedene Aufgaben der beteiligten Gemeinden zuständig. Es bestehen vom Präsidenten und von Vizepräsidenten des Gemeindeverbands geführte Abteilungen und vier Kommissionen (Wirtschaft und Raumplanung; Öffentliche Dienstleistungen; Kultur und Tourismus; Abfallsammlung und – entsorgung und ähnliche Arbeiten; Kinder, Jugend und Vereinsleben; Regionale Wirtschaftsförderung; Finanzen; Umweltschutz; Landwirtschaft; Wohnungsbau), welche übergemeindliche Aufgaben leisten.

## Mitgliedsgemeinden
| Gemeinde                               | Einwohner 1. Januar 2022 | Fläche km² | Dichte Einw./km² | Code INSEE | Postleitzahl |
| -------------------------------------- | ------------------------ | ---------- | ---------------- | ---------- | ------------ |
| Bon Repos sur Blavet                   | 1.237                    | 53,91      | 23               | 22107      | 22570        |
| Canihuel                               | 348                      | 32,14      | 11               | 22029      | 22480        |
| Glomel                                 | 1.412                    | 79,93      | 18               | 22061      | 22110        |
| Gouarec                                | 912                      | 6,41       | 142              | 22064      | 22570        |
| Kergrist-Moëlou                        | 636                      | 47,16      | 13               | 22087      | 22110        |
| Lanrivain                              | 465                      | 36,74      | 13               | 22115      | 22480        |
| Lescouët-Gouarec                       | 215                      | 18,73      | 11               | 22124      | 22570        |
| Locarn                                 | 421                      | 32,36      | 13               | 22128      | 22340        |
| Maël-Carhaix                           | 1.455                    | 36,57      | 40               | 22137      | 22340        |
| Mellionnec                             | 420                      | 24,22      | 17               | 22146      | 22110        |
| Paule                                  | 674                      | 37,56      | 18               | 22163      | 22340        |
| Peumerit-Quintin                       | 184                      | 14,80      | 12               | 22169      | 22480        |
| Plélauff                               | 687                      | 25,51      | 27               | 22181      | 22570        |
| Plouguernével                          | 1.602                    | 41,60      | 39               | 22220      | 22110        |
| Plounévez-Quintin                      | 1.057                    | 42,89      | 25               | 22229      | 22110        |
| Rostrenen                              | 3.282                    | 32,17      | 102              | 22266      | 22110        |
| Saint-Connan                           | 297                      | 13,54      | 22               | 22284      | 22480        |
| Saint-Gilles-Pligeaux                  | 304                      | 19,45      | 16               | 22294      | 22480        |
| Saint-Igeaux                           | 124                      | 12,91      | 10               | 22334      | 22570        |
| Saint-Nicolas-du-Pélem                 | 1.536                    | 41,04      | 37               | 22321      | 22480        |
| Sainte-Tréphine                        | 187                      | 12,52      | 15               | 22331      | 22480        |
| Trébrivan                              | 763                      | 22,96      | 33               | 22344      | 22340        |
| Trémargat                              | 182                      | 13,90      | 13               | 22365      | 22110        |
| Communauté de communes du Kreiz-Breizh | 18.400                   | 699,02     | 26               | –          | –            |